# Ramón Ignacio Fernández
Ramón Ignacio Fernández Arias (Formosa, provincia de Formosa, Argentina; 3 de diciembre de 1984) es un futbolista argentino nacionalizado chileno, que juega como volante creativo y actualmente se encuentra en San Marcos de Arica de la Primera B de Chile.

## Trayectoria

### Inicios en Estudiantes de La Plata (2003)
Se formó en las divisiones inferiores de Estudiantes de La Plata hasta el año 2003 donde fue ascendido al primer equipo con solo 18 años. Aquel año Ramón demostró actuaciones regulares en el club argentino anotando un gol en 3 partidos jugados.

### Cesiones a clubes argentinos inferiores (2004-2008)
Sarmiento (2004–2005)
Al año siguiente, Ramón seguiría en el fútbol argentino siendo cedido a Sarmiento.
Ben Hur (2006–2007)
Luego de su mal paso por Sarmiento fue cedido a Ben Hur de la Primera B Nacional por un año y medio. En su primera temporada jugó 15 partidos sin lograr anotar. Mientras que para la Temporada 2006/07 jugó tan solo 7 partidos sin poder convertir nuevamente.
Defensa y Justicia (2007)
Para el segundo semestre del año 2007 fue cedido esta vez a Defensa y Justicia que también jugaba en la Primera B Nacional. En los seis meses que estuvo en el club no logró demostrar buenas actuaciones jugando solo 12 encuentros.
Figura en Atlanta y partida al fútbol croata (2008)
Para el primer semestre de 2008 se fue cedido a Atlanta, esta vez una división más abajo eso si de la tercera división de Argentina. Durante el Campeonato de Primera B 2008 tuvo actuaciones muy destacadas convirtiéndose en el 10 del equipo y siendo titular indiscutido, en el club de Villa Crespo jugó 39 partidos anotando 6 goles y quedando cerca de ascender a la B Nacional, terminando también con su sequía goleadora de 5 años sin anotar.

### HNK Rijeka (2008-2010)
Tras sus buenas actuaciones en Atlanta lo llevaron a fichar por el HNK Rijeka del futbol croata. En sus primeros meses sería solo alternativa en varios compromisos de la Liga Croata ingresando en los minutos finales además de una difícil adaptación, pero esto terminaría el 7 de diciembre de 2008 cuando ingresando desde el banco marcó el gol del triunfo en la victoria por la cuenta mínima sobre Cibalia Vinkovci por la Fecha 18 del torneo local. Luego de este tanto sería titular en varios compromisos para el primer semestre de 2009 y así fue como su equipo terminó en el tercer lugar clasificándose para la fase previa de la UEFA Europa League 2009-10, Fernández se estableció como un jugador regular en su primera temporada con el club y anotó un gol en 23 apariciones (solo 11 de titular) por la Liga Croata 2008-09. Al final de la temporada, el club decidió renovar el acuerdo de préstamo para la próxima temporada.
Ya para la temporada 2009-10 se ganaría un puesto de titular jugando 27 duelos por el torneo croata, siendo titular en 18 de ellos marcando en seis ocasiones y dando 7 asistencias aunque su club tendría una irregular participación terminando en el noveno sin lugar sin opción de clasificarse a torneos internacionales, Ramón tendría destacadas actuaciones contra el Hajduk Split (clásico rival del Rijeka) anotando un doblete en el triunfo por 2-0 y contra el NK Međimurje Cakovec anotando otro doblete y una asistencia en la goleada por 4-0. Mientras que por la Pre-Europa League su equipo llegaría hasta la tercera fase previa siendo eliminados por el Metalist Járkov de Ucrania.
La cesión finalizó en julio de 2010, regresando posteriormente a Estudiantes de La Plata, en su paso por el fútbol europeo jugó un total de 53 partidos marcando 6 goles en su gran paso por el Viejo Continente.

### Vuelta a Estudiantes (2010)
Tras muy buenas actuaciones en sus últimos clubes en los que estuvo, Ramón luego de 5 años decide volver a Estudiantes de la Plata para afrontar el Apertura 2010. Tendría escasas oportunidades en su club formador jugando apenas 2 partidos ambos por el torneo local aunque aun así formó parte del plantel que ganó el Apertura 2010.

### Unión La Calera (2011)
Tras un paso para el olvido en Estudiantes, emigra a Chile en el año 2011 para unirse a las filas de Unión La Calera. Ahí rápidamente se ganaría la titularidad en el equipo cementero siendo titular desde el partido 1 del Torneo de Apertura, el 27 de febrero marcó el gol del triunfo en la victoria por la cuenta mínima contra Cobreloa en el norte por la sexta fecha, trascurridas las 17 fechas el equipo calerano terminó en el séptimo lugar con 25 puntos clasificándose a Playoffs donde llegaron hasta las semifinales siendo eliminados por la Universidad Católica, el duelo de ida se jugó el 2 de junio en el Estadio Municipal Nicolás Chahuán Nazar y La Calera ganó por 2-1, mientras que la revancha se jugó tres días después en el Estadio San Carlos de Apoquindo con la UC ganando por 1-0 con solitario gol de Enzo Andia y aunque en el global quedaron 2-2 los cruzados clasificaron a la final por tener mejor ubicación en la tabla general.
Ramón tendría actuaciones extraordinarias siendo vital para que su equipo logré llegar a las semifinales del Apertura, en esa histórica campaña jugó 20 partidos (siendo titular en todos) y marcando un gol en los 1.560 minutos que estuvo en cancha, siendo de los que más jugó en la escuadra de Emiliano Astorga, sufriendo una expulsión contra la U en la fase regular perdiéndose solo 1 partido durante toda la campaña calerana.
Para el siguiente semestre el volante argentino seguiría demostrando su talento logrando consolidarse definitivamente en la posición de volante ofensivo, el 17 de septiembre marcó un gol con un tiro cruzado al minuto 56 cerrando la goleada por 3-0 sobre Colo Colo de local así también su término con una sequía de 5 partidos sin anotar, en la siguiente fecha (9) volvió a anotar en la caída por 1-2 sobre Audax Italiano y en la décima en el triunfo por 2-0 sobre Unión Española anotando por tercera fecha seguida. El 27 de noviembre anotó su cuarto gol en ese torneo en la victoria por la cuenta mínima sobre Santiago Wanderers en la última fecha algo que les ayudó a terminar en el séptimo lugar nuevamente y clasificándose a Playoffs donde se enfrentaron con Cobreloa en los cuartos de final.
El primer partido se jugó el 4 de diciembre en la La Calera y los loinos ganaron por la cuenta mínima, la revancha se jugó una semana después en el Estadio Municipal de Calama y en una guerra de goles Cobreloa clasificó a semifinales tras ganar por 4-3 la vuelta y 5-3 en el global.
Durante el 2011 el volante argentino se transformó en el 10 de los "Rojos" y figura del equipo, jugando 44 partidos anotando 5 goles y convirtiéndose en uno de los mejores jugadores del futbol chileno de ese año realizando una excelente campañas llegando a dos playoffs y una semifinal. Su paso por el cuadro calerano lo llevó a ser parte del equipo ideal de la revista El Gráfico.

### O'Higgins (2012)
Luego de su buena campaña en Unión La Calera, hizo despertar el interés de que muchos clubes de Chile se interesaran en ficharlo y el que ganó la puja fue O'Higgins de Rancagua siendo traspasado el 30 de diciembre de 2011.
Debutó en un partido oficial el 27 de enero del 2012 frente a Deportes Antofagasta, en el cual anotó su primer gol con el cuadro celeste. Luego, en su tercer encuentro con el cuadro celeste, anotó el uno a cero de su equipo con un tiro libre y habilitó a Luis Pedro Figueroa para que anotase el dos a cero definitivo. Volvió a marcar en la goleada por 3-0 sobre la Universidad de Chile por la quinta fecha de local anotando al minuto 58 el 3-0 definitivo, anotando así su tercer gol en 5 partidos por la camiseta de O'Higgins, para la estadística O'Higgins le cortó una racha de 15 sin perder de local a la U por torneos nacionales, pues su última caída había sido en noviembre de 2010.
El 1 de abril marcó el único gol del partido en el triunfo por 1-0 sobre Cobreloa en el norte, el 21 de abril volvió a marcar en la goleada por 5-0 sobre Palestino por la Fecha 13, dos jornadas después anotó su sexto gol en la igualdad 2-2 con Rangers. La escuadra de Eduardo Berizzo finalizó segundo en la fase regular con 35 unidades a solo 5 de la Universidad de Chile y también clasificándose para la Copa Sudamericana 2012.
Logrando llegar a la final del torneo tras eliminar a Unión Española en semifinales. Jugaron la Final del Torneo Apertura 2012 contra la "U" de Jorge Sampaoli en una llave a 2 partidos, la ida se jugó el 28 de junio en el Estadio El Teniente de Rancagua y los celestes ganaron por 2-1 con goles de Rodrigo Rojas y Alejandro López mientras que Guillermo Marino marcó el descuento para los azules, Fernández fue titular y salió al minuto 90+2' por Guillermo Suárez. La revancha se jugó el 2 de julio en el Estadio Nacional Julio Martínez Pradanos, al minuto 27 del primer tiempo, luego de una mano de Marcelo Díaz, cobraron penal para O'Higgins y Ramón marcó el 1-0 transitorio dejando la serie 3-1 a favor de los celestes quedando muy cerca del primer título de su historia, al minuto 65 de partido se cobra un polémico penal a favor de la "U" tras una falta a Guillermo Marino en área chica que Charles Aránguiz cambió por gol igualando 1-1 el partido (2-3 el global) y llenando de suspenso los últimos quince minutos de partido, mientras tanto Ramón saldría al minuto 85 por César Fuentes cumpliendo una buena actuación, al minuto 92 de partido Marino marcó un gol con una hermosa volea que significó el 2-1 final a favor de la "U" (3-3 global) y por ende todo se definiría en penales donde la U sería tricampeón ganando por 2-0 la definición y con un Johnny Herrera notable que atajo 3 penales.
En ese histórico subcampeonato para la ciudad de Rancagua, Fernández anotó ocho goles en 21 partidos en total e hizo una de las duplas más destacadas del torneo habilitando a Enzo Gutiérrez, principal goleador del campeonato.
Comenzaron el segundo semestre con la Primera fase de la Copa Sudamericana 2012 enfrentándose a Cerro Porteño de Paraguay, el 26 de julio se jugó el primer partido e igualaron 3-3 en Rancagua con Fernández anotando un gol de tiro libre, la vuelta se jugó el 8 de agosto y Cerró goleó por 4-0 en Paraguay eliminando el "Capo de Provincia" del torneo continental.
En la primera fecha del Clausura 2012 ingresó desde el banco en los minutos finales y al 90+3 marcó el gol del triunfo en la agónica victoria por 3-2 sobre Deportes Antofagasta. El 20 de octubre volvió a anotar en la igualdad 1-1 con Santiago Wanderers al minuto de juego por la Fecha 14, en la siguiente fecha volvió a marcar al minuto de juego esta vez en el triunfo por 2-1 sobre Rangers. Por la fecha 16 anotaría por tercera jornada consecutiva en la estrepitosa caída por 1-5 ante Audax Italiano, este resultado eliminó a O'Higgins de los Playoffs.
El 17 de noviembre O'Higgins enfrentó a Colo Colo en el Estadio El Teniente por los octavos de final vuelta de la Copa Chile 2012-13 y los rancagüinos golerían por 5-1 dando vuelta el 1-3 sufrido en contra en la ida y clasificando a cuartos con un global de 6 a 4.
Jugó un total de 45 duelo marcando 15 goles y su equipo ese año llegó a la final del Apertura 2012 perdiendo a manos de la Universidad de Chile.

### Universidad de Chile (2013-2015)

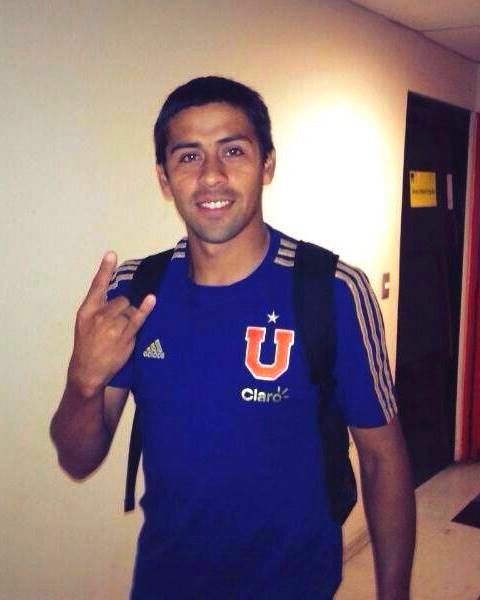
Ramón Fernández con la camiseta de la "U".

Tras sus muy buenas actuaciones en O'Higgins, Ramón despertó el interés de los tres grandes del fútbol chileno, el que ganó la puja por el talentoso volante argentino sería la Universidad de Chile quien pago 1,6 millones de dólares por el y luego de largas negociaciones fue fichado el 21 de diciembre tras llegar a un completo acuerdo entre los clubes O'Higgins, Unión La Calera y Fénix de Uruguay, y fue presentando el 27 de diciembre del 2012 siéndole otorgada directamente la camiseta 10, siendo uno de los fichajes más esperados de la temporada.

#### Temporada 2013
Su debut en el cuadro azul fue el 23 de enero de 2013 contra Unión Temuco por la ida de los cuartos de final, jugaría todo el encuentro en la goleada azul por 3-0 en el Estadio Germán Becker. El 24 de febrero marcó su primer gol con la camiseta azul en la goleada por 6-1 sobre San Marcos de Arica de local esto al minuto 32 con gran remate desde fuera del área, venciendo al portero Pablo Reinoso y decretando el 2-0, saldría al minuto 67 por Nicolás Maturana, todo esto por la quinta fecha del Torneo de Transición 2013. Su segundo gol vino en la décima fecha en el sufrido triunfo por 4-3 sobre Huachipato en el sur, con un magistral tiro libre.
El equipo de Darío Franco terminaría quinto en su irregular campaña con 30 puntos, a ocho del campeón Unión Española. Fernández jugaría 14 partidos por el Torneo de Transición 2013, 10 de titular marcando solo 2 goles y mostrando un bajísimo nivel en los 882 minutos que estuvo en cancha. A esto jugó cuatro encuentros por la Copa Libertadores 2013 sin ser gravitante en ninguno y cuatro más por la Copa Chile 2012-13, torneo en el que la U fue campeón tras vencer a la UC en la final.
En su primer semestre con la camiseta azul jugó 22 duelos anotando en dos ocasiones.

#### Temporada 2013/14
El 10 de julio de 2013 cayeron por 2-0 contra Unión Española, todo esto por la Supercopa de Chile disputada en el Estadio Regional Calvo y Bascuñán de Antofagasta, esto también significaría el adiós de Darío Franco, Ramón ingresaría al minuto 76 por Gustavo Lorenzetti.
El 9 de agosto abrió la cuenta en la goleada por 3-0 sobre Cobresal por la tercera fecha del Torneo de Apertura 2013 al minuto 36 tras un centro de Rubén Farfán que Fernández conectó con un certero cabezazo, luego Farfán y Patricio Rubio sellaron la victoria, El 10 de noviembre jugó su segundo superclásico contra Colo Colo en el Estadio Monumental, ingresó al minuto 70 por Isaac Díaz y con solo dos minutos en cancha marcó el 2-2 parcial mediante tiro libre, su especialidad, luego al 90+2 de partido Felipe Flores decreto el 3-2 final a favor de los "albos".
Terminaron cuartos en aquel torneo y por ende tendría que disputar la Liguilla Pre-Libertadores para ver si entraban como Chile 3 al máximo torneo continental, el volante argentino jugó 12 partidos en aquel torneo marcando 2 goles pero 3 fueron de titular, la mayoría ingresando desde el segundo tiempo.
En este mini campeonato Ramón recuperaría la titularidad que había perdido con Marco Antonio Figueroa jugando 3 de 4 desde el minuto 1 y marcando un gol en la goleada por 4-0 sobre Deportes Iquique resultó que los clasificó a la Copa Libertadores 2014.
Con la salida de Figueroa, recuperaría la titularidad y su buen nivel con Cristián Romero.
El 30 de enero de 2014 los azules se enfrentaron a Guaraní de Paraguay en el Estadio Nacional Julio Martínez Pradanos por la primera fase de la Copa Libertadores, al minuto 63 Fernández con el balón en los pies centro para Rodrigo Mora quien paró la pelota de pecho a espaldas del arco y metió una formidable chilena decretando el 1-0 con un hermoso gol, Ramón saldría al minuto 90 por Isaac Díaz y finalmente los azules ganarían por un sufrido 1-0.
El 2 de febrero marcó en la igualdad 2-2 con Deportes Antofagasta mediante un certero tiro libre por la quinta fecha del Torneo de Clausura, cuatro días después enfrentaron a Guaraní en el Estadio Defensores del Chaco por el duelo revancha, lograría marcar al minuto 53 el empate 1-1 clavando un derechazo, luego Jorge Benítez anotó el 2-1 para los paraguayos al 64 aprovechando un error de Marín, después Isaac Díaz y Patricio Rubio al 90+2' sellaron la remontada azul en Paraguay ganando 3-2 y clasificándose al Grupo 5 por un global de 4-2, Ramón sería elegido la Figura del Partido tras tener un notable segundo tiempo luego de haber estado ausente casi todo el primero, salió al minuto 89 por César Cortés.
El 11 de marzo fue figura en el triunfo por 2-1 sobre Real Garcilaso en Perú, abrió la ruta azul al minuto 39 de partido con un gol de tiro desde 35 metros anotando el 1-1 y luego asistió a Enzo Gutiérrez para que marcase el dos a uno final tras enviar un centro en un tiro de esquina.
El 6 de abril jugó su tercer superclásico y en un caliente partido Colo Colo se impuso por la cuenta mínima ante la "U" en el Nacional con autogol de Roberto Cereceda y Ramón sería uno de los protagonistas en aquel partido, ya que a dos minutos de cumplirse el tiempo reglamentario, vio la roja directa por un fuerte planchazo en contra de Luis Pavez, recibió seis fechas de expulsión dos por la expulsión y cuatro por insultos al árbitro Eduardo Gamboa. Tres días después de su polémica expulsión se jugó la última fecha del Grupo 5 de la Copa Libertadores 2014 donde la U enfrentó a Defensor Sporting en el Estadio Luis Franzini de Montevideo con la misión de ganar para clasificar a octavos de final, el conjunto chileno empezó ganando al minuto 39 con una brillante jugada del argentino, enganche y disparo a un par de metros del borde del área venciendo al meta uruguayo Martín Campaña, luego al 56 el joven Giorgian de Arrascaeta sacó un remate potente para que Matías Alonso solo tuviera que empujarla al arco chileno y marcar el 1-1 final decretando la eliminación azul de la Copa.
Ramón tendría un semestre muy bueno con los azules jugando buenos partidos por el Torneo de Clausura y siendo siendo una de las figuras del equipo en la Copa Libertadores 2014 al marcar 3 goles en 8 partidos.

#### Temporada 2014/15
El 15 de agosto de 2014 anotó un gol en el empate 2-2 contra Deportes Iquique por la quinta fecha del Torneo de Apertura, el 30 de noviembre volvió a ser titular en el esquema de Martín Lasarte luego de 1 mes y no defraudó marcando un gol desde fuera del área en la goleada por 3-0 en calidad de visita ante Ñublense por la Fecha 16 del Apertura.
El 6 de diciembre se disputó la última fecha del Torneo de Apertura la U, Santiago Wanderers y Colo Colo jugaron en simultáneo para definir al campeón del torneo, la U y Colo Colo llegaron igualados con 41 puntos y Wanderers con un punto menos, la U definía con Unión La Calera en el Nacional, mientras que Colo Colo y Wanderers en Valparaíso, en un reñido partido los azules lograron abrir la cuenta recién al minuto 89 tras un polémico penal convertido por Gustavo Canales desatando la algarabía en el coloso de Nuñoa, tres minutos después al 90+3' Matías Mier abrió la cuenta en Valparaíso para Wanderers y al 90+5' Gonzalo Barriga sepultó las aspiraciones albas, Ramón jugó como titular ese partido clave por el título recibiendo amarilla y saliendo al 67 por Juan Ignacio Duma, por ende la U fue campeón del Apertura con 44 puntos (uno más que Wanderers) bajando su estrella número 17.
Tendría un torneo bastante regular jugando 14 partidos (11 como titular) marcando en 2 ocasiones y siendo una de las piezas vitales en la estrella 17 del club universitario.
En marzo de 2015 sufrió una pubalgia que lo dejó fuera el resto del Torneo de Clausura y también de la Copa Libertadores.

### Regreso a O'Higgins (2015-2016)

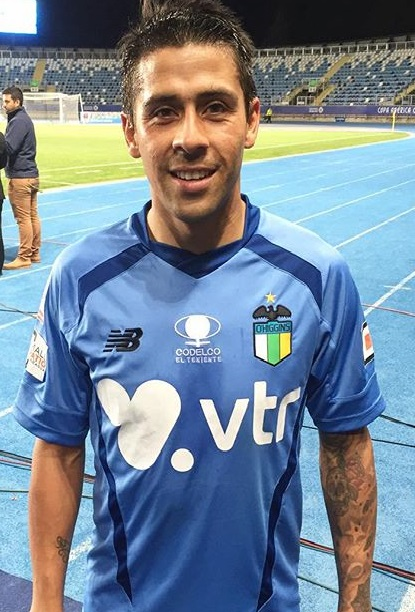
Ramón con la camiseta de O'Higgins de Rancagua durante 2015.

El 17 de junio del 2015 y luego de estar en carpeta de clubes como Palestino, Santiago Wanderers, es enviado a préstamo a O'Higgins de Rancagua por un año para afrontar el Apertura 2015, luego de irregulares actuaciones en la U y nunca haber logrando convecer al hincha.
En su regreso al "Capo de Provincia" tuvo nuevamente buenas actuaciones siendo el 10 del equipo.
El 14 de agosto de 2015 anotó un doblete en la goleada por 5-2 sobre Deportes Iquique por la tercera fecha del Apertura. Terminaron séptimos en ese torneo con 23 puntos.
El 15 de febrero del 2016 marcó el único gol en la victoria por 1-0 sobre San Marcos en el norte y en un duelo que terminó con tres expulsados, todo empezó al minuto 56 luego que Marco Sebastián Pol le pegará un codazo que dejó sangrando a Raúl Osorio desatando el conflicto, Pol se iría expulsado pero no quedó ahí, ambos ambos equipos se descontrolaron y Pedro Carrizo con Fernández también recibieron tarjeta rojas por insultos y agresiones. El guardameta ariqueño intento golpear al ex azul y el juez de línea los alcanzó a ver. Recibiendo una fecha de sanción volviendo el 28 de febrero por la séptima fecha del Torneo de Clausura contra Audax Italiano y anotando un gol en la igualdad 2-2 en La Florida.
El 24 de abril enfrentaron a Cobresal en un duelo clave por el título del Clausura, todo comenzó al minuto luego de un remate de Oyaneder que dio en el travesaño, Iván Sandoval solo tuvo que empujarla para anotar el 1-0 a favor de los "mineros" en el norte, al minuto 40 la escuadra de Cristián Arán logró el empate tras un centro de Ramón, Albert Acevedo con un potente cabezazo colocó el 1-1. Al minuto 71 de partido Víctor Hugo Sarabia anotó de penal el 2-1 para Cobresal, cuatro minutos después O'Higgins se quedó con 10 por la doble amarilla de Acevedo, pero Ramón nuevamente apareció en acción ya que al minuto 84 un nuevo centro del formado en Estudiantes puso la igualdad 2-2 luego que Iván Bulos cabeceara dentro del área, luego al minuto 90 Cristian Insaurralde marcó el 3-2 definitivo para el conjunto rancagüino sellando de forma épica la remontada, unos días después la UC perdió con San Luis en Quillota y así O'Higgins quedó como único líder del torneo a falta de una final del final.
El 30 de abril se jugó la definición del Clausura 2016 O'Higgins, Universidad Católica y Colo Colo jugaron en simultáneo para definir al campeón del torneo, O'Higgins llegó como líder con 28 puntos y la primera opción de ser campeón, la Católica con 26 y Colo Colo con 25, O'Higgins definía con Universidad de Concepción en el El Teniente, Católica con Audax Italiano en San Carlos de Apoquindo y Colo Colo con Wanderers en el Monumental. Al minuto 43 Renato González se despachó un precioso zurdazo angulado desde fuera del área marcando el 1-0 para el campanil y silenciando a toda la ciudad de Rancagua, al minuto 54 de partido Fernando Manríquez vio adelantado a Carranza pegándole desde la mitad de la cancha, el golero celeste la alcanzó a tocar pero no pudo evitar el 2-0 para la UdeC, O'Higgins no tiro la toalla y al 72 Braulio Leal la empujó en la línea para marcar el descuento, en ese mismo minuto Ramón Fernández salió por Leandro Sosa. A 10 minutos del final el estadio se vino abajo, Wanderers le empataba el partido a Colo Colo con gol de Yerko Muñoz que le daba la corona O'Higgins, pero al 85 de compromiso el Teniente se quedó mudo tras el gol de Católica por cuenta José Pedro Fuenzalida que le daba el momentáneo 2-1 sobre Audax y el título, se jugó hasta el 95 en el Teniente O'Higgins siguió luchando con todo su público alentando pero no pudo y terminaron perdiendo por 1-2 de local, farreandose el título a manos de la Universidad Católica que bajo su estrella 11.
Tras esto debieron disputar la Liguilla Pre-Sudamericana para definir al equipo que obtendrá el cupo de "Chile 2". Ahí en la primera llave se enfrentaron a Deportes Iquique avanzando a la definición por un 3-2 global donde se vieron las caras con Santiago Wanderers, el primer partido se jugó el 11 de mayo y terminó 0-0 en Valparaíso, la revancha se jugó tres días después el 11 de mayo en Rancagua y O'Higgins ganó con solitario gol de Albert Acevedo clasificándose a la Copa Sudamericana 2016.

### Colo-Colo (2016-2017)
El 17 de junio de 2016, fue presentado en Colo-Colo, vistiendo la dorsal N°10 en la espalda, tras desvincularse de Universidad de Chile firmando un contrato por dos temporadas convirtiéndose en el primer refuerzo albo de cara a la Temporada 2016-2017.

#### 2016
Su debut oficial en los albos fue el 17 de julio de 2016 por la primera ronda (revancha) de la Copa Chile 2016, ingresando al minuto 72 por Luis Pedro Figueroa, finalmente los albos vencieron 2-1 a Ñublense (2-1 global) y avanzaron a octavos de final. El 7 de agosto, jugó su primer partido como titular por la Fecha 2 del Apertura 2016 en el triunfo de visita 2-0 sobre Audax Italiano. Por los cuartos de final vuelta de la Copa Chile marcó su primer gol con los albos en el triunfo 3-1 sobre Cobreloa, marcando el 2-1 parcial, tras recibir un pase y disparar desde 25-30 metros al arco de Ezequiel Cacace clavándola en el ángulo. En la penúltima fecha del Apertura 2016 anotó su 1.er gol por el torneo local en la victoria de local 4-2 sobre Everton picandosela a Eduardo Lobos y marcando el 2-1 parcial, el 14 de diciembre se jugó la final de la Copa Chile 2016 entre Colo Colo y Everton de Viña del Mar y los albos campeonaron goleando 4-0 en el Estadio Nacional Julio Martínez Pradanos con Ramón como una de las figuras, en el primer gol asistió a Octavio Rivero y cerró la goleada anotando de cabeza tras notable centro de Martín Rodríguez, salió al minuto 83' por el juvenil Branco Provoste.

#### 2017
El 25 de enero de 2017, obtuvo la nacionalidad chilena, liberando un cupo de extranjero, lo que permite a Colo-Colo contratar a un jugador extranjero de cara a la Copa Libertadores 2017.
El 1 de febrero empezó la travesía de los albos en el torneo continental contra Botafogo en el Estadio Olímpico Nilton Santos de Brasil por la ida de la Fase 2, a pesar del buen partido del conjunto chileno cayeron por 2-1 con goles de Airton y autogol de Esteban Pavez, Esteban Paredes descontó para la visita, Fernández fue titular en el conjunto visitante y recibió amarilla al 22' tras bajar a Montillo, salió en el entretiempo por el peruano Christofer Gonzales, tres días después se daba inicio al Torneo de Clausura 2017, Colo-Colo debutó enfrentando a Unión Española en el Estadio Santa Laura con la misión de ganar y llegar con la confianza a tope de cara a la vuelta con Botafogo, finalmente los albos golearon por 3-0 y Ramón anotó el primer gol albo en el Clausura tras un pase de Paredes, cuatro días más tarde el 8 de febrero en el Estadio Monumental, se jugó la vuelta entre chilenos y brasileños, opacó empate 1-1 lo que marcó una nueva eliminación del cacique en el máximo torneo continental, un autogol de Emerson Silva adelantó a los locales al minuto 3, después Rodrigo Pimpão aprovechó un error entre Justo Villar y Claudio Baeza al minuto 80 para anotar el 1-1 final. Cuatro días después Colo-Colo lavó sus heridas y goleó de local 4-0 a Audax Italiano, Ramón ingresó al 60 por Pedro Morales y tres minutos más tarde anotó el 4-0 definitivo tras eludir a Osvaldo Bosso y rematar cruzado sobre Nicolás Peric con precisa definición, de esta forma los albos empezaron con 6 puntos de 6 posibles, además con 7 goles a favor y 0 en contra.
El 7 de mayo viajaron hasta Viña del Mar por la Fecha 13 del Clausura 2017 con la misión de vencer a Everton en el Sausalito y así recuperar la punta del torneo tras la goleada de la U sobre el descendido Cobresal, Fernández fue alternativa e ingresó al 54' por Pedro Morales, al minuto 85' marcó un espectacular gol de tiro libre clavándola al ángulo para marcar el 2-1 parcial y también su tercer tanto en el torneo, volviendo a marcar después de 3 meses, posteriormente Christofer Gonzales marcó el gol del triunfo al minuto 90+4 con el que los albos derrotaron al conjunto viñamarino por un épico 3-2 bajo una torrencial lluvia, en la fecha siguiente igualaron de local 1-1 con Deportes Antofagasta y la U goleó 3-0 a O'Higgins de Rancagua de visita por lo que los albos perdieron la punta a 1 fecha del término del torneo, finalmente en la última fecha del Clausura 2017 los albos vencieron 3-1 al descendido Cobresal, pero de nada les sirvió ya que la Universidad de Chile venció por la cuenta mínima a San Luis de Quillota con solitario gol de Felipe Mora en el Estadio Nacional coronándose campeón del torneo.
Tras la llegada de Jorge Valdivia para el segundo semestre del año, perdió la titularidad y el protagonismo alcanzando en el primer semestre y no volvió a ser considerado por Pablo Guede, además le cedió la número 10 a Valdivia y jugó sus últimos partidos partidos con la dorsal 14 en los albos.
Se coronó campeón del Torneo de Transición 2017, aunque jugando escasos 67' minutos que fueron solo 2 partidos (ante O'Higgins el 6/8 y U. de Concepción el 19/8), en varias ocasiones no fue convocado por el entrenador y también ganó la Supercopa de Chile 2017.
A finales de 2017 se desvincula de Colo-Colo tras un semestre para el olvido e inicia su tercera etapa en O'Higgins.

### Tercera etapa en O'Higgins (2018)
El 5 de enero de 2018 se confirma su retorno a O'Higgins, siendo ésta su tercera etapa en el club celeste.

## Participaciones internacionales
| Club                              | Año     | Competencia                           | Resultado                       |
| --------------------------------- | ------- | ------------------------------------- | ------------------------------- |
| HNK Rijeka · Croacia              | 2009/10 | Europa League                         | Tercera Fase                    |
| Estudiantes de La Plata Argentina | 2010    | Recopa Sudamericana Copa Sudamericana | Subcampeón Segunda Fase         |
| O'Higgins · Chile                 | 2012    | Copa Sudamericana                     | Primera Fase                    |
| Universidad de Chile · Chile      | 2013    | Copa Libertadores Copa Sudamericana   | Fase de grupos Octavos de final |
| Universidad de Chile · Chile      | 2014    | Copa Libertadores                     | Fase de grupos                  |
| Universidad de Chile · Chile      | 2015    | Copa Libertadores                     | Fase de grupos                  |
| Colo Colo · Chile                 | 2017    | Copa Libertadores                     | Segunda Fase                    |

## Estadísticas

### Clubes
| Club                              | Div.          | Temporada     | Liga  | Liga  | Copas nacionales | Copas nacionales | Torneos internacionales | Torneos internacionales | Total | Total |
| Club                              | Div.          | Temporada     | Part. | Goles | Part.            | Goles            | Part.                   | Goles                   | Part. | Goles |
| --------------------------------- | ------------- | ------------- | ----- | ----- | ---------------- | ---------------- | ----------------------- | ----------------------- | ----- | ----- |
| Estudiantes de La Plata Argentina | 1.ª           | 2003          | 3     | 1     | —                | —                | —                       | —                       | 3     | 1     |
| Sarmiento Argentina               | 4.ª           | 2004-05       | 7     | 0     | —                | —                | —                       | —                       | 7     | 0     |
| Sarmiento Argentina               | Total club    | Total club    | 7     | 0     | 0                | 0                | 0                       | 0                       | 7     | 0     |
| Ben Hur Argentina                 | 2.ª           | 2006          | 15    | 0     | —                | —                | —                       | —                       | 15    | 0     |
| Ben Hur Argentina                 | 2.ª           | 2006-07       | 7     | 0     | —                | —                | —                       | —                       | 7     | 0     |
| Ben Hur Argentina                 | Total club    | Total club    | 22    | 0     | 0                | 0                | 0                       | 0                       | 22    | 0     |
| Defensa y Justicia Argentina      | 2.ª           | 2007          | 12    | 0     | —                | —                | —                       | —                       | 12    | 0     |
| Defensa y Justicia Argentina      | Total club    | Total club    | 12    | 0     | 0                | 0                | 0                       | 0                       | 12    | 0     |
| Atlanta Argentina                 | 3.ª           | 2008          | 39    | 6     | —                | —                | —                       | —                       | 39    | 6     |
| HNK Rijeka · Croacia              | 1.ª           | 2008-09       | 23    | 1     | —                | —                | —                       | —                       | 23    | 1     |
| HNK Rijeka · Croacia              | 1.ª           | 2009-10       | 27    | 6     | —                | —                | 3                       | 0                       | 30    | 6     |
| HNK Rijeka · Croacia              | Total club    | Total club    | 50    | 7     | 0                | 0                | 3                       | 0                       | 53    | 7     |
| Estudiantes de La Plata Argentina | 1.ª           | 2010          | 2     | 0     | —                | —                | —                       | —                       | 2     | 0     |
| Estudiantes de La Plata Argentina | Total club    | Total club    | 5     | 1     | 0                | 0                | 0                       | 0                       | 5     | 1     |
| Unión La Calera · Chile           | 1.ª           | 2011          | 39    | 5     | 5                | 0                | —                       | —                       | 44    | 5     |
| Unión La Calera · Chile           | Total club    | Total club    | 39    | 5     | 5                | 0                | 0                       | 0                       | 44    | 5     |
| O'Higgins · Chile                 | 1.ª           | 2012          | 38    | 12    | 5                | 2                | 2                       | 1                       | 45    | 15    |
| Universidad de Chile · Chile      | 1.ª           | 2013          | 14    | 2     | 4                | 0                | 4                       | 0                       | 22    | 2     |
| Universidad de Chile · Chile      | 1.ª           | 2013-14       | 28    | 4     | 7                | 3                | 12                      | 3                       | 47    | 12    |
| Universidad de Chile · Chile      | 1.ª           | 2014-15       | 22    | 2     | 3                | 2                | 2                       | 0                       | 27    | 4     |
| Universidad de Chile · Chile      | Total club    | Total club    | 64    | 8     | 14               | 5                | 18                      | 3                       | 96    | 16    |
| O'Higgins · Chile                 | 1.ª           | 2015-16       | 33    | 4     | 8                | 0                | —                       | —                       | 41    | 4     |
| Colo-Colo · Chile                 | 1.ª           | 2016-17       | 26    | 4     | 8                | 2                | 2                       | 0                       | 36    | 6     |
| Colo-Colo · Chile                 | 1.ª           | 2017          | 2     | 0     | 2                | 0                | —                       | —                       | 4     | 0     |
| Colo-Colo · Chile                 | Total club    | Total club    | 28    | 4     | 10               | 2                | 2                       | 0                       | 40    | 6     |
| O'Higgins · Chile                 | 1.ª           | 2018          | 26    | 2     | 2                | 0                | —                       | —                       | 28    | 2     |
| O'Higgins · Chile                 | 1.ª           | 2019          | 24    | 0     | 4                | 1                | —                       | —                       | 28    | 1     |
| O'Higgins · Chile                 | 1.ª           | 2020          | 30    | 4     | 0                | 0                | —                       | —                       | 30    | 4     |
| O'Higgins · Chile                 | 1.ª           | 2021          | 27    | 2     | 4                | 0                | —                       | —                       | 31    | 2     |
| O'Higgins · Chile                 | Total club    | Total club    | 178   | 24    | 23               | 3                | 2                       | 1                       | 203   | 28    |
| Atlanta Argentina                 | 2.ª           | 2022          | 14    | 1     | —                | —                | —                       | —                       | 14    | 1     |
| Atlanta Argentina                 | Total club    | Total club    | 53    | 7     | 0                | 0                | 0                       | 0                       | 53    | 7     |
| Total carrera                     | Total carrera | Total carrera | 458   | 56    | 52               | 10               | 25                      | 4                       | 535   | 70    |
| 1. 2. 3.                          |               |               |       |       |                  |                  |                         |                         |       |       |

### Resumen estadístico
| Competición                   | Partidos | Goles |
| ----------------------------- | -------- | ----- |
| Primera División de Argentina | 5        | 1     |
| Primera B Nacional            | 34       | 0     |
| Primera B Metropolitana       | 39       | 6     |
| Torneo Argentino B            | 7        | 0     |
| Primera Liga de Croacia       | 50       | 7     |
| Primera División de Chile     | 307      | 41    |
| Copa Chile                    | 52       | 10    |
| Supercopa de Chile            | 1        | 0     |
| UEFA Europa League            | 3        | 0     |
| Copa Libertadores             | 16       | 3     |
| Copa Sudamericana             | 6        | 1     |
| Total                         | 519      | 69    |

## Palmarés

### Campeonatos nacionales
| Título             | Club                 | País      | Año     |
| ------------------ | -------------------- | --------- | ------- |
| Primera División   | Estudiantes          | Argentina | 2010-A  |
| Copa Chile         | Universidad de Chile | Chile     | 2012-13 |
| Primera División   | Universidad de Chile | Chile     | 2014-A  |
| Copa Chile         | Colo-Colo            | Chile     | 2016    |
| Supercopa de Chile | Colo-Colo            | Chile     | 2017    |
| Primera División   | Colo-Colo            | Chile     | 2017-T  |

### Distinciones individuales
| Distinción                                   | Año  |
| -------------------------------------------- | ---- |
| Parte del Equipo Ideal de El Gráfico Chile   | 2011 |
| Parte del Equipo Ideal de El Gráfico Chile   | 2012 |
| Equipo Ideal del SIFUP                       | 2012 |
| Volante Ofensivo del Equipo Ideal de la ANFP | 2012 |